# Lata Tondon
Lata Tondon (Rewa, 15 de abril de 1980) es una chef india de Madhya Pradesh que posee el récord mundial Guinness de cocina maratoniana. Estableció el récord en septiembre de 2019 después de completar su maratón de cocina en 87 horas y 45 minutos.

## Primeros años
Lata Tondon nació el 15 de abril de 1980 en Rewa, una ciudad en la parte noreste del estado de Madhya Pradesh en India. Comenzó a cocinar cuando era joven y encontró inspiración en su abuelo. Según el Hindustan Times, ella le da crédito a su madre y a su suegra por enseñarle a cocinar y afirma que fueron actores clave en su desarrollo. Tondon se educó en la Chef Academy de Londres en el Reino Unido y ha trabajado con el chef francés Claude Bosi y el chef de televisión estadounidense-británico Jun Tanaka.

## Carrera
En 2018, Tondon fue el ganador del Chef Indio Internacional del Año. En 2019 estableció un récord mundial Guinness por cocinar maratón. Fue la primera mujer en el mundo en ostentar el récord y la primera mujer chef en ingresar al Libro Guinness de los Récords Mundiales. Cocinó durante 87 horas, 45 minutos sin parar para establecer el récord.
Tondon ha trabajado tanto en India como en Londres, donde estudió. También es oradora de TEDx. Se ha centrado en promover la cocina regional de la India; ella también intenta ampliar los sabores y técnicas de esos platos. Tondon también intenta lograr que no se desperdicien alimentos al cocinar y promueve una alimentación saludable.

## Honores
Tondon ha sido honrada con varios premios, que incluyen reconocimientos del Libro de récords de Asia, Libro de récords de India, Libro de récords de Indochina, Libro de récords de Vietnam, Libro de récords de Laos y Libro de récords de Nepal, entre otros.